# Etelis carbunculus
Etelis carbunculus es una especie de peces de la familia Lutjanidae en el orden de los Perciformes.

## Morfología
• Los machos pueden llegar alcanzar los 127 cm de longitud total.

## Alimentación
Come peces, calamares, gambas, cangrejos y organismo s planctónicos (incluyendo Urochordatas pelágicos).

## Hábitat
Es un pez de mar de clima tropical y asociado a los arrecifes de coral que vive entre 90-400 m de profundidad.

## Distribución geográfica
Se encuentra desde el África Oriental hasta las Hawái, sur del Japón y Australia.

## Uso comercial
Se comercializa fresco o congelado.